# 4 Vesta
För andra betydelser, se Vesta (olika betydelser).
4 Vesta är den fjärde asteroiden som upptäcktes. Den är den näst största asteroiden med måtten 578×560×458 kilometer; Endast Pallas är större, men Vesta är dock mer massiv. Om man räknar med Ceres, som är det hitintills största kända objektet i asteroidbältet, så hamnar Vesta dock på tredje plats. Ceres betraktas dock sedan 2006 som en dvärgplanet på grund av att dess stora massa gör att objektet antar en sfärisk form. Vesta upptäcktes den 29 mars 1807 av den tyske astronomen Heinrich Wilhelm Olbers. Sedan upptäcktes inga nya asteroider på 38 år, och under denna tid räknades de som planeter. Den döptes efter eldens gudinna Vesta i romersk mytologi.

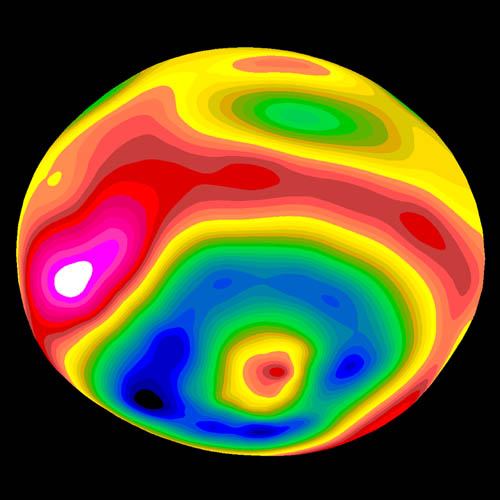
Höjddiagram av 4 Vesta sett från syd-öst, visande sydpolskratern. Framställd med hjälp av bilder tagna av rymdteleskopet Hubble i maj 1996.

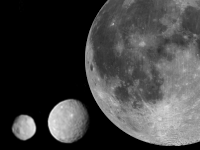
En storleksjämförelse mellan 4 Vesta, Ceres och månen.

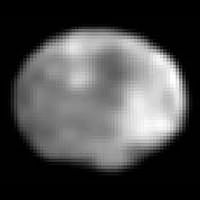
4 Vesta fotograferad av rymdteleskopet Hubble i maj 1996 när asteroiden var ca 175 miljoner kilometer från jorden.

## Fysiska egenskaper
Till skillnad från de flesta andra asteroider har 4 Vesta blivit detaljerat kartlagd av rymdteleskopet Hubble. Temperaturen har uppskattats till att på solsidan vara -20 °C medan temperaturen under vintern kan sjunka ända ner till -190 °C. 4 Vesta har ett väldigt snabbt dygn, endast 5,342 timmar långt. 

### Geologi
4 Vesta är den enda asteroiden som har känd geologi och geologisk historia. Vid nedslag på asteroiden har mindre föremål, så kallade HED-meteoriter, slagits loss. Man har hittat över 200 nedslag från dessa på jorden, vilket givit forskare tillgång till prover av 4 Vesta. Man tror att 4 Vesta består av en metallisk järn-nickelkärna och har en stenig, olivinmantel.

### Ytstrukturer
Ytdetaljer har observerats med både rymdteleskopet Hubble och Keck-observatoriet. Den största ytstrukturen man hittills observerat ligger nära sydpolen. Det är den jättelika kratern Rheasilvia, 460 kilometer i diameter – hela 80 % av själva Vestas diameter. Kratern är 13 kilometer djup och kantas av berg som reser sig 4 till 12 kilometer över den omgivande terrängen.  Det finns också flera andra kratrar med en diameter på över 100 kilometer. 
Astronomer uppskattar att cirka 1 % av Vestas ursprungliga volym grävdes ut när den stora kratern bildades, och bedömer det sannolikt att Vestafamiljen och Typ V asteroiderna uppstod i samband med nedslaget. Om detta är sant, är det faktum att 10 km stora fragment av Vestafamiljen och Typ-V asteroiderna överlevt till idag en indikation att kratern är bara en miljard år gammal eller till och med yngre. Faktum är att alla kända typ-V asteroider tillsammans motsvarar bara 6 % av den utgrävda volymen. Resten finns antingen i små fragment, har stötts bort genom att ha vandrat in i 3:1 Kirkwoodgapet, eller perturberats bort av Jarkovskij-effekten eller strålningstryck. Spektroskopiska analyser av bilder från Hubbleteleskopet visar att kratern trängt genom flera lager av Vestas skorpa, och eventuellt mantel, vilket påvisas av spektralsignaturen från olivin.

## Besök av rymdsond
Rymdsonden Dawn sköts upp den 27 september 2007 med uppdraget att undersöka asteroiden Vesta och dvärgplaneten Ceres. De första bilderna av Vesta släpptes 3 maj 2011, samtidigt som Dawn började närma sig asteroiden. Dawn nådde Vesta den 16 juli 2011 och etablerade sig i omloppsbana. Rymdsonden planerades lämna asteroiden 26 augusti 2012, men på grund av försening lämnade rymdsonden asteroiden istället först 5 september, med en ny bana mot Ceres.

### Tidtabell över färden
- 27 september 2007 - Start
- 17 februari 2009 - Fick hjälp av Mars gravitation genom en gravitationsslunga
- 16 juli 2011 - Kom fram till Vesta
- 5 september 2012 - Lämnade Vesta för nytt uppdrag vid Ceres

### Resultat från Vesta
Mätresultaten och fotografierna från studierna av Vesta analyseras fortfarande. Hittills har de bland annat resulterat i en detaljerad kartglob över asteroiden.
| Geologisk karta över Vesta baserad på information från Dawn |
| --- |
| De äldsta regionerna, med flest kratrar är bruna; områden som påverkats av nedslagen vid Vestas två största kratrar, Veneneia och Rheasilvia har färgats lila respektive cyan. Rheasilvia-kratern (i söder) är mörkblå och omgivande områden ljuslila. Områden med nyare nedslagskratrar är gula och gröna till färgen. |

### Bildgalleri från Dawn besök vid Vesta

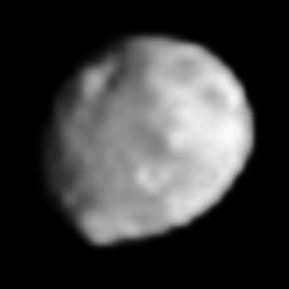
Vesta från 265 000 kilometers avstånd (14 juni 2011)
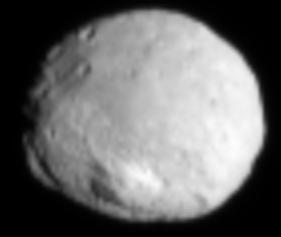
Vesta från 100 000 kilometers avstånd (1 juli 2011)
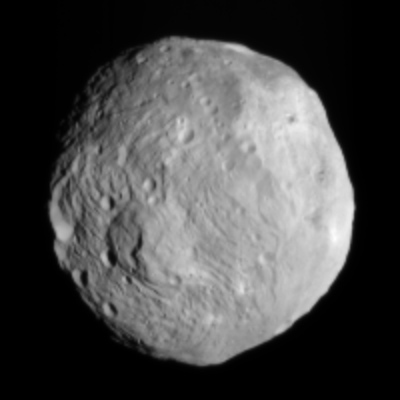
Vesta från 41 000 kilometers avstånd (9 juli 2011)
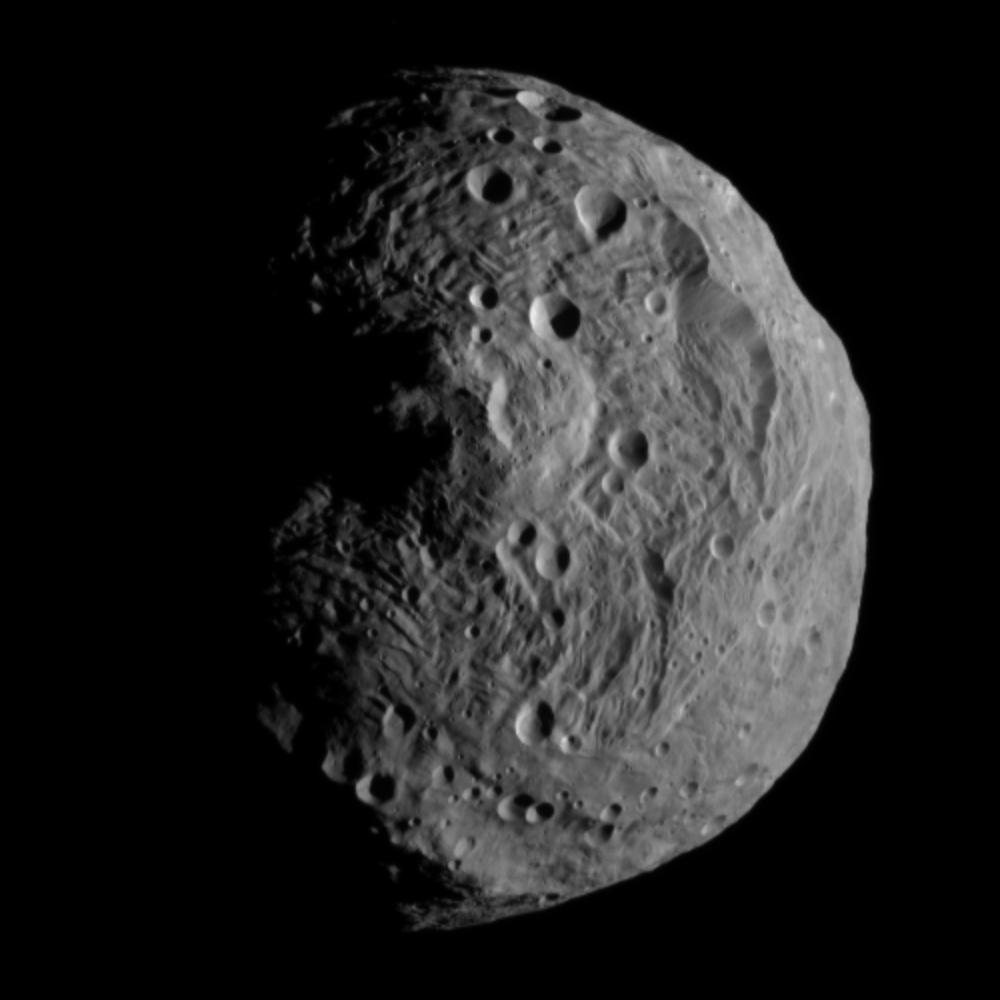
I omloppsbana på 16 000 kilometers avstånd (17 juli 2011)
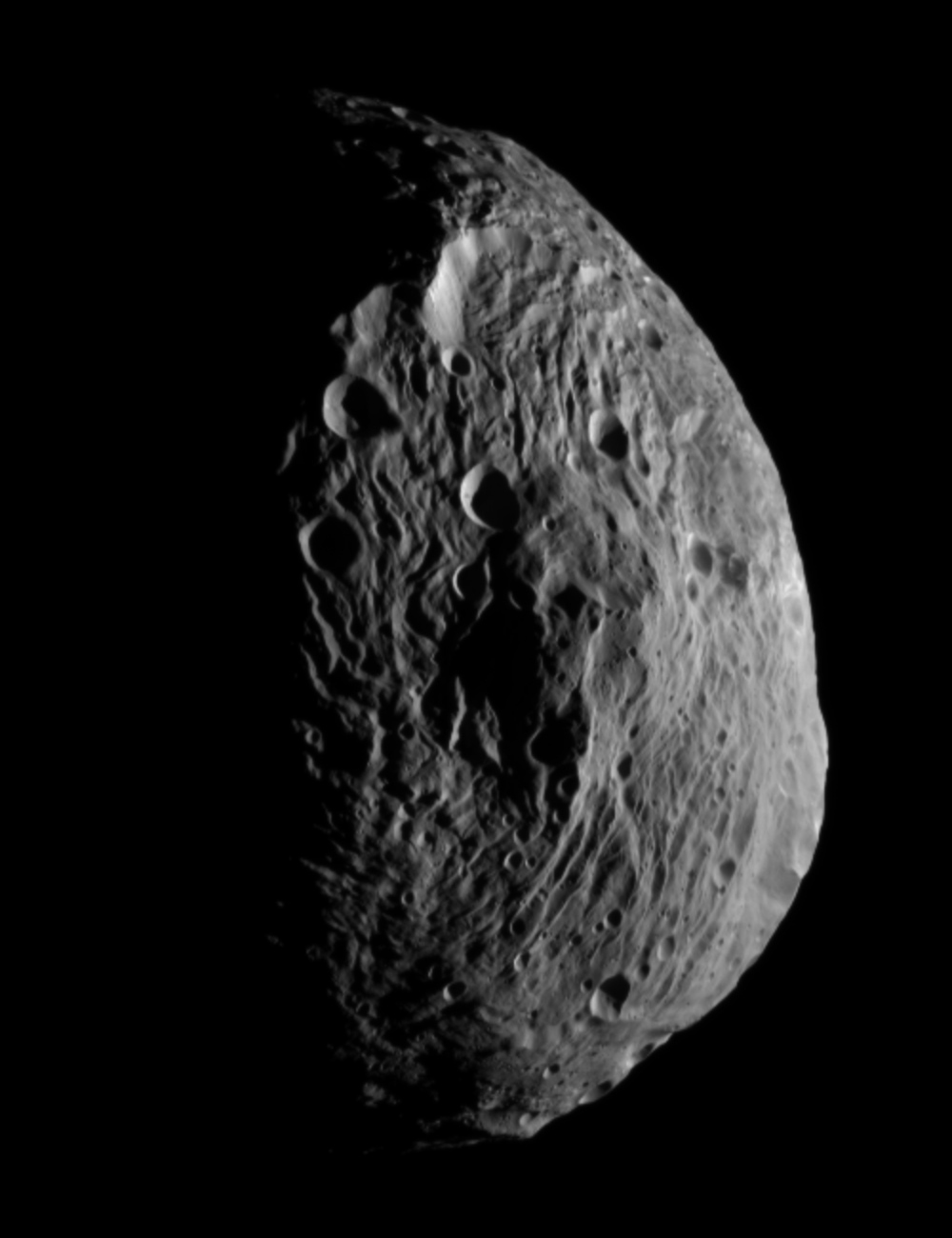
I omloppsbana från 10 500 kilometers avstånd (18 juli 2011)
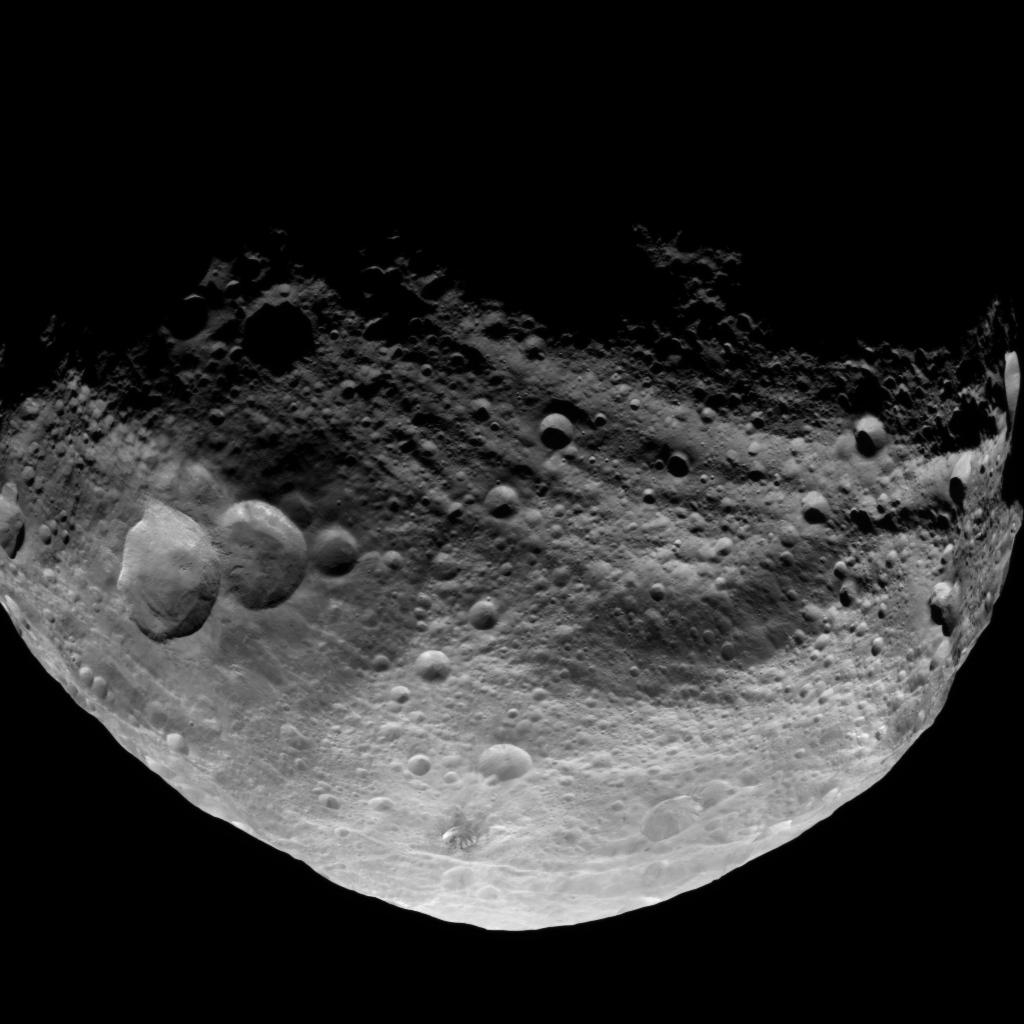
Norra hemisfären från 5 200 kilometers avstånd (23 juli 2011)
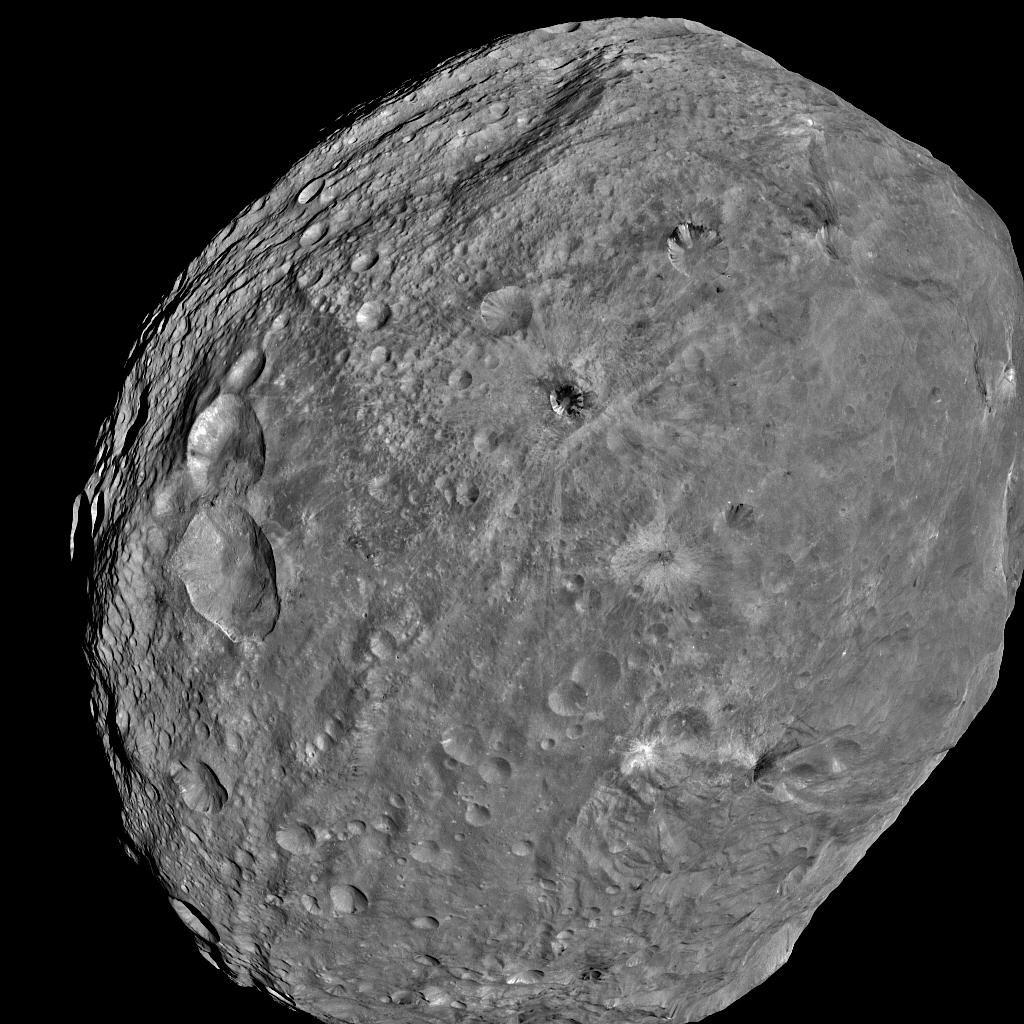
I omloppsbana från 5 200 kilometers avstånd (24 juli 2011)
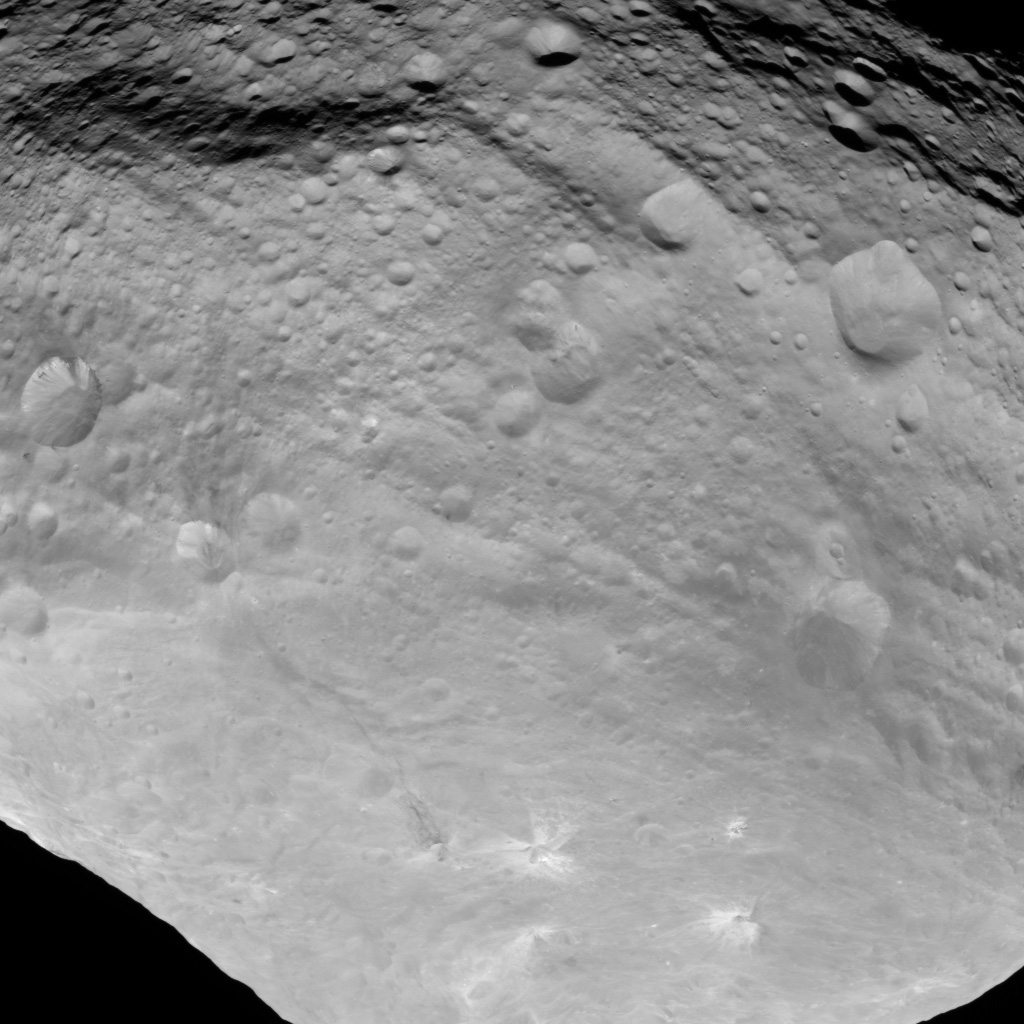
I omloppsbana från 3 700 kilometers avstånd (31 juli 2011)
Full rotation (1 August 2011)
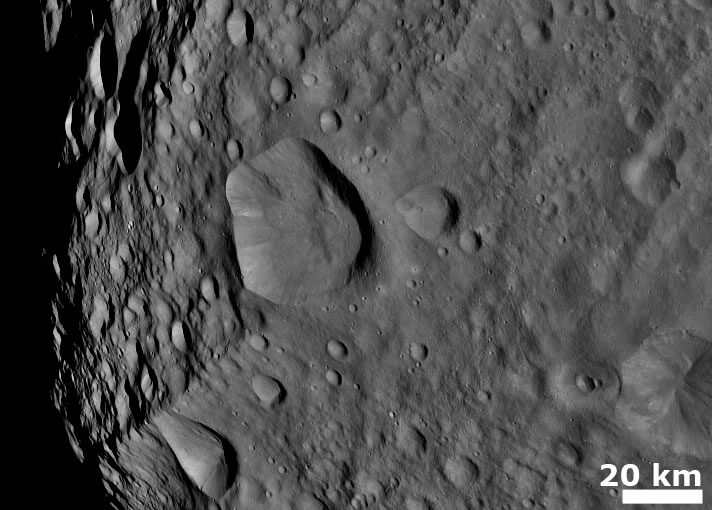
Terräng med kratrar och berg (6 augusti 2011)
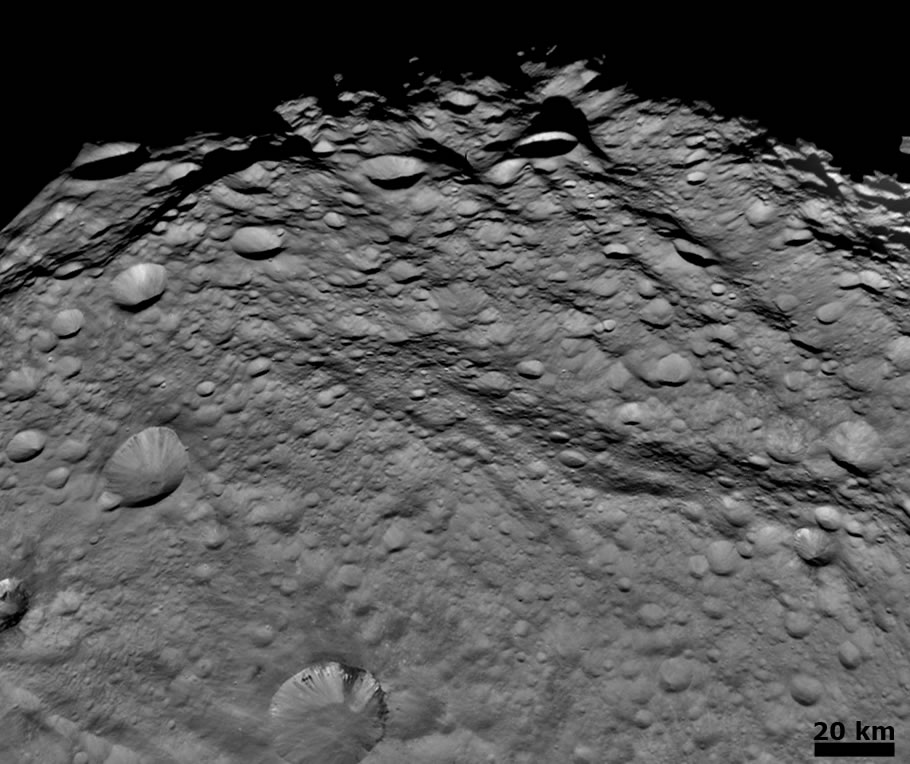
Terräng med många kratrar i närheten av terminatorn (6 augusti 2011)
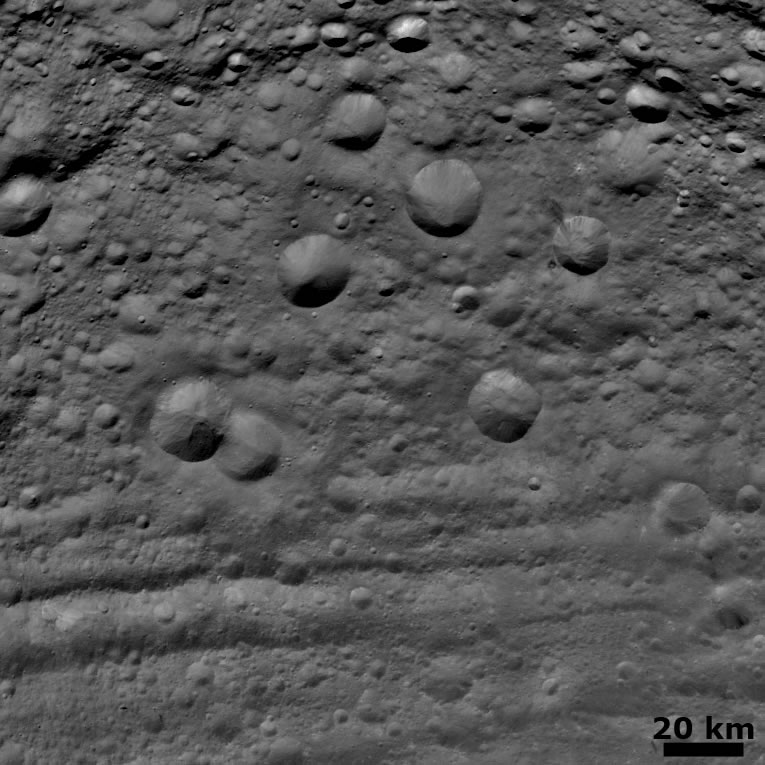
(6 augusti 2011)